# San Antonio de Cusicancha (distrito)
San Antonio de Cusicancha é um distrito do Peru, departamento de Huancavelica, localizada na província de Huaytará.